# 陈泊
陈泊（1909年—1972年2月25日），原名卢茂焕，又名布鲁。海南岛琼海县博鳌镇东屿岛人。中国共产党高级公安干部。

## 生平
出生于一个渔民之家。小学毕业后进厂当了工人。1926年参加革命。1926年5月经他的小学老师时任琼崖地委书记王文明介绍入党。1927年参加琼崖红军担任手枪班班长、排长、副连长。1928年5月琼崖革命遇挫，被迫流亡南洋，投靠印尼的三舅，入读新加坡的华侨中学。1929年任马来亚共产党巨港特别支部书记、马来亚总工会纠察队队长。1930年，任马来亚共产党中央执行委员，化名“布鲁”。1932年秋受马共中央指令，参与诛除叛徒、原新加坡区委书记李锦标的行动，在做炸弹试验时左手掌被炸掉，脸部与左眼严重受伤。警察在他苏醒后即在病房里进行审讯。他一口咬定自己是“爆炸的无辜受害者”，要求警察查清作案人，赔偿他的医疗费和损失。案件拖了将近一年没有结果，他同一批政治犯被驱逐出马来亚。在上海四年，由于白色恐怖找不到组织，利用左手残疾冒充国军伤兵捡食物充饥，还卖画为生。1936年与党组织取得联系，任江苏省委秘书、上海码头工人工会与上海海员工会党团书记等职。1936年秋安排到西安工作，1936年底到延安。进入抗大学习半年。1939年10月入陕甘宁边区保安处工作。
1941年任关中保安分处处长。1942年任命陕甘宁边区保安处侦察科科长。1944年任绥德保安分处处长。与习仲勋两次共事。
1946年6月任松江省省委常委、社会部长兼哈尔滨市公安局副局长；陈龙任哈尔滨公安局局长。陈泊后调任吉林省公安厅长。随吉林省委书记陈正人南下江西，1949年6月任江西省委常委、省委社会部长兼省公安厅厅长，朱明为副厅长。
1949年9月华南分局赣州会议决定陈泊任分局社会部长兼广东省公安厅长兼广州市公安局长，10月中旬上任。1949年11月谭政文调广州出任华南分局社会部长兼省公安厅长兼广州市公安局长，陈泊改任第一副厅长兼第一副局长。在省厅挂虚名，只参与市局的工作；在市局，同陈坤二人又专管侦察工作，其余治安、刑侦、内保等公安业务由孙乐宜副局长分管。1950年出席公安部第一次全国侦察工作会议。1951年2月6日被捕，1953年5月判处有期徒刑10年，在湖北沙洋劳改农场劳动。1961年起，在劳改农场刑满就业。1972年在沙洋农场医院胃癌晚期去世。
1978年底公安部成立“二陈案”复查小组。1980年底二陈问题“一风吹”，“宣告无罪”。1982年5月，公安部在北京八宝山举行了两陈追悼平反大会。曾经领导过陈泊的叶剑英、彭真、习仲勋，解放初期在松江省、吉林省、江西省委担任书记的张秀山、陈正人等都送了花圈。公安部长赵苍壁在大会上致悼词。 

## 家人
- 妻子吕璜：建国后在全国妇联工作。
- 儿子陈修力
- 儿子陈卢山